# Mount French
Mount French är ett berg i Kanada.   Det ligger i provinsen Alberta, i den centrala delen av landet, 3 000 km väster om huvudstaden Ottawa. Toppen på Mount French är 3 084 meter över havet. Mount French ingår i Spray Mountains.
Terrängen runt Mount French är bergig söderut, men norrut är den kuperad.Trakten runt Mount French är nära nog obefolkad, med mindre än två invånare per kvadratkilometer.. Det finns inga samhällen i närheten. 
Trakten runt Mount French består i huvudsak av gräsmarker.